# Brücke über die Žepa

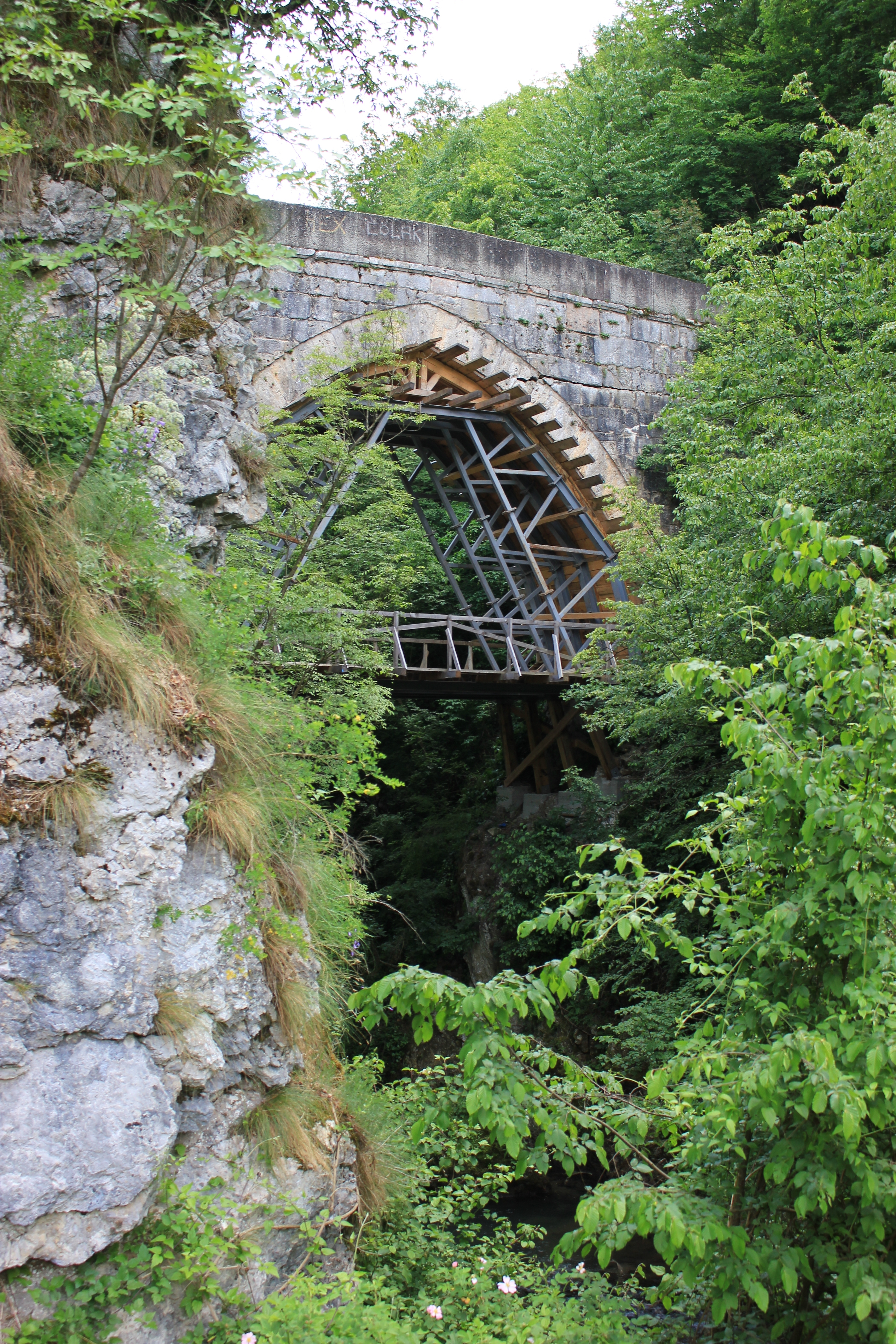
Die Brücke über die Žepa

Die Brücke über die Žepa (serbokroatisch Мост на Жепи Most na Žepi) ist eine osmanische Bogenbrücke aus Stein über den Fluss Žepa. Sie befindet sich heute etwa 500 m südlich des gleichnamigen Ortes im Osten von Bosnien und Herzegowina, unweit des Wehrturmes Redžep-pašina kula, und überspannt hier in etwa 14 Meter Höhe eine enge Klamm des Flusses.

## Geschichte
Die Steinbogenbrücke wurde im letzten Viertel des 16. Jahrhunderts erbaut, vermutlich kurz nach der großen Drinabrücke im nahen Višegrad. Wie diese wurde sie vom osmanischen Großwesir Sokollu Mehmed Pascha (Mehmed Paša Sokolović) in Auftrag gegeben und von Mustafa-čauš, einem Schüler von Mimar Sinan, erbaut. Ihr Baustil ist jenem der Višegrader Brücke sehr ähnlich.
Ursprünglich befand sich die Brücke nahe der Ortschaft Slap an der Mündung der Žepa in die Drina und war Teil des Verkehrsweges, der von Višegrad am linken Drinaufer entlang nach Norden führte. Im Zuge des Baus der Talsperre von Bajina Bašta, die den Perućacsee aufstaut, wurde der alte Standort überflutet. Die Brücke wurde aufgrund ihres historischen und architektonischen Wertes 1966 abgebaut und bis 1968 am heutigen Standort neu errichtet. Trotz ihrer Lage in der umkämpften bosniakischen Enklave Žepa wurde die Brücke im Bosnienkrieg nicht beschädigt.
Die Brücke gilt als gefährdet. 2016 wurden erste Sicherungsmaßnahmen eingeleitet und der Brückenbogen abgestützt. Die US-amerikanische Botschaft in Bosnien steuerte 62.600 US-Dollar aus ihrem Fonds für den Erhalt kulturellen Erbes bei.

## Trivia
Ivo Andrić verfasste die historische Erzählung Most na Žepi, die 1925 in einem Band gleichen Titels erschien. Die deutsche Übersetzung von Alois Schmaus erschien 1962 als Die Brücke über die Žepa.

## Galerie

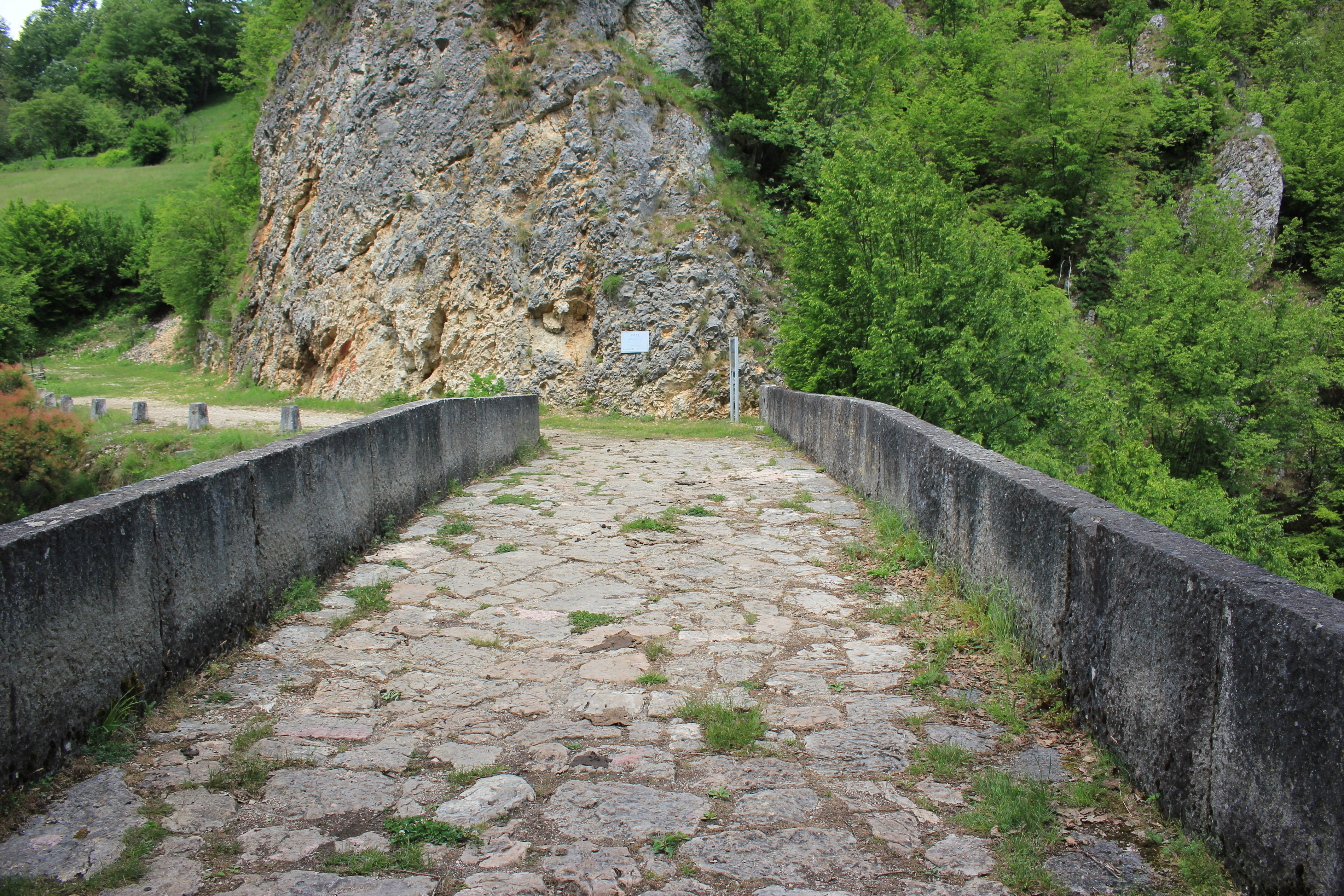
Brückenfahrbahn
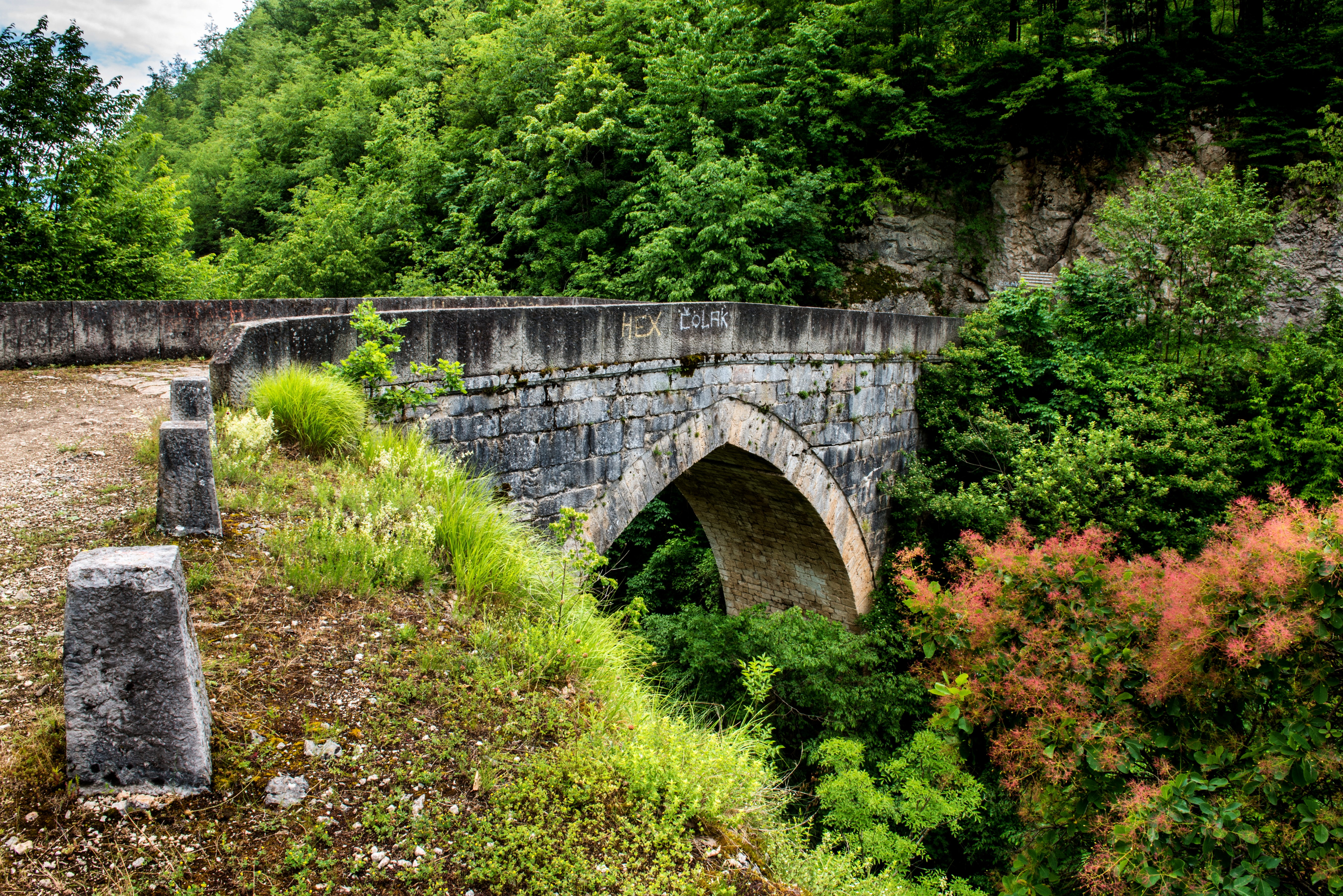
Ansicht der nördlichen Zufahrt
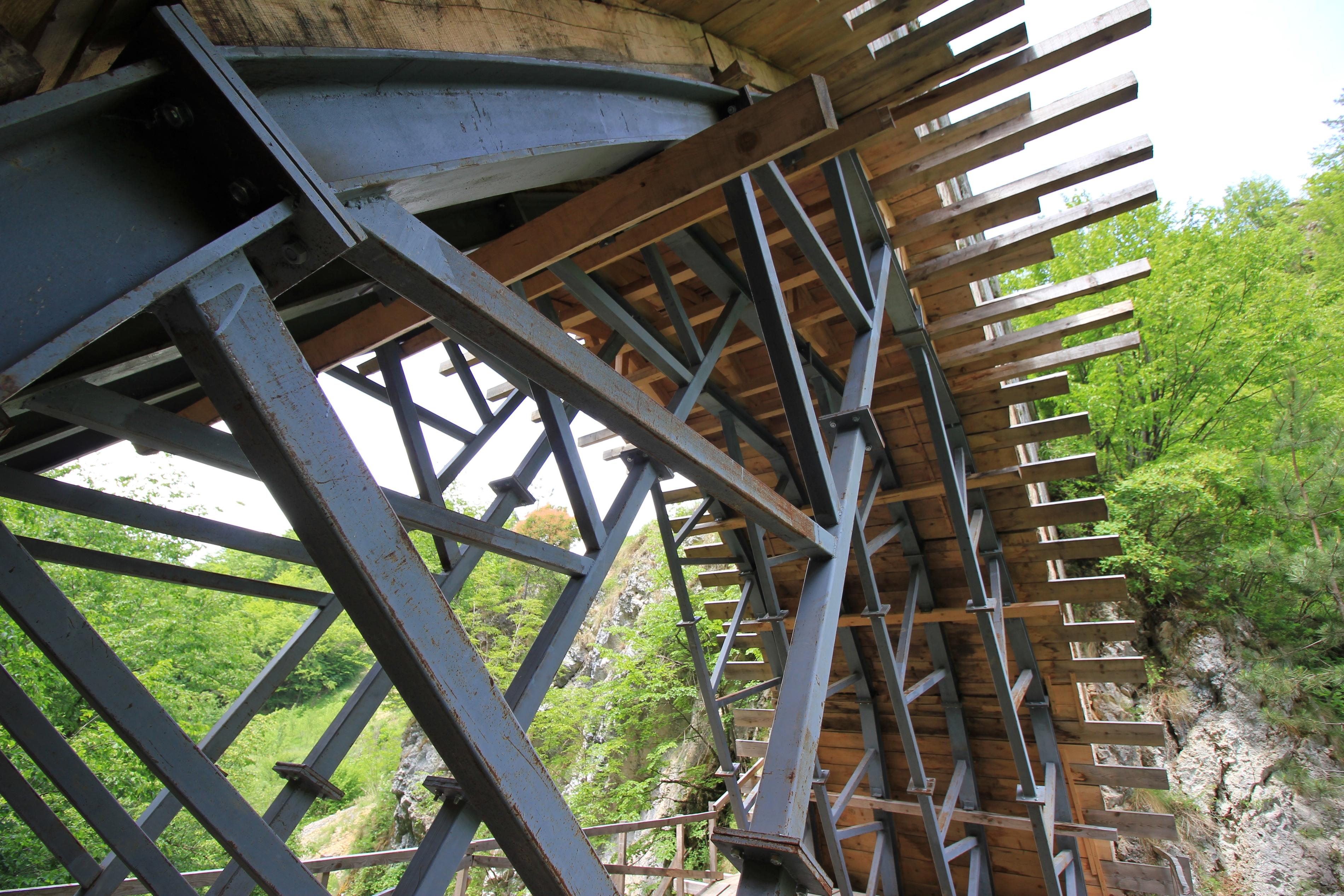
Sicherungsmaßnahmen unter der Brücke
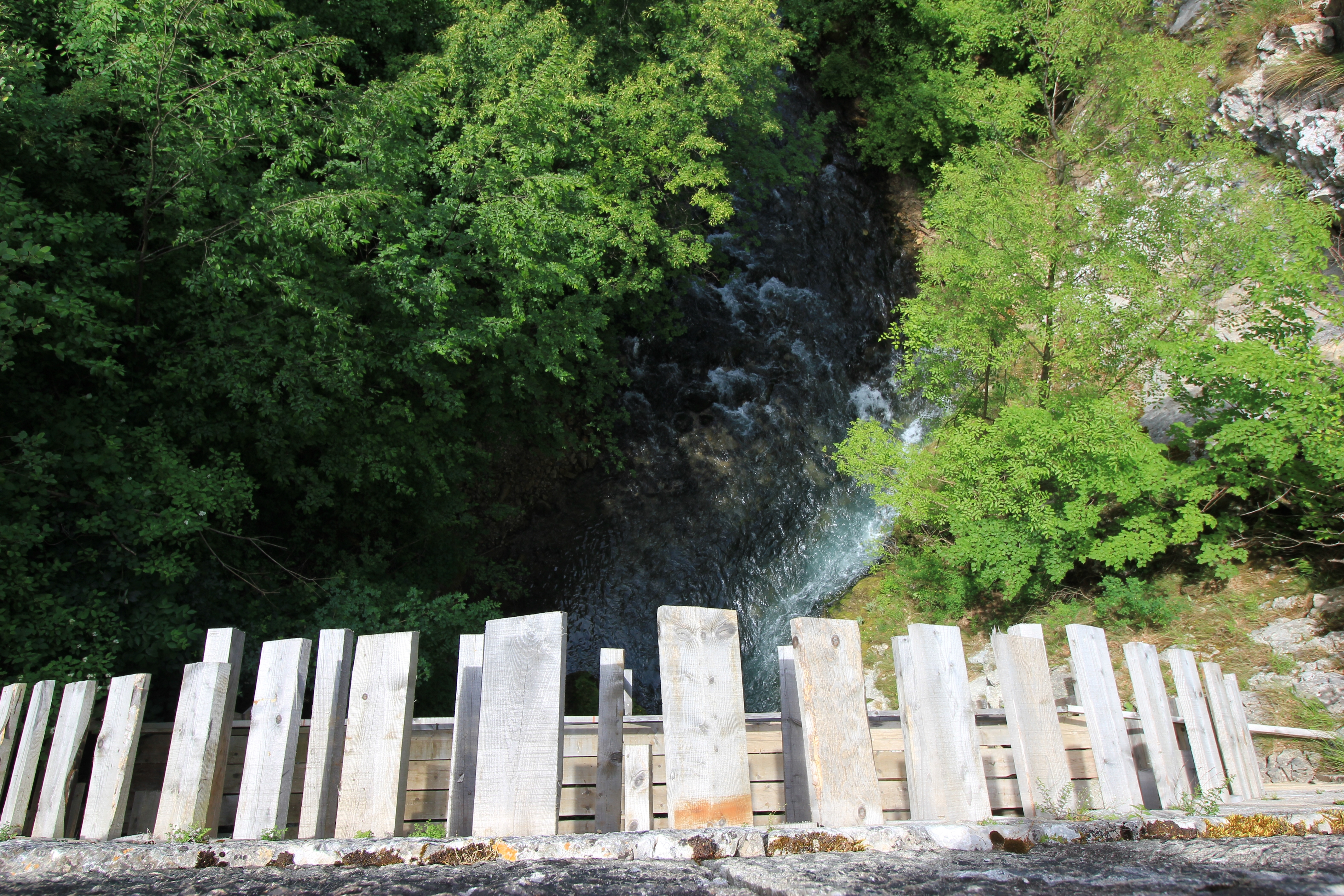
Blick in den Fluss
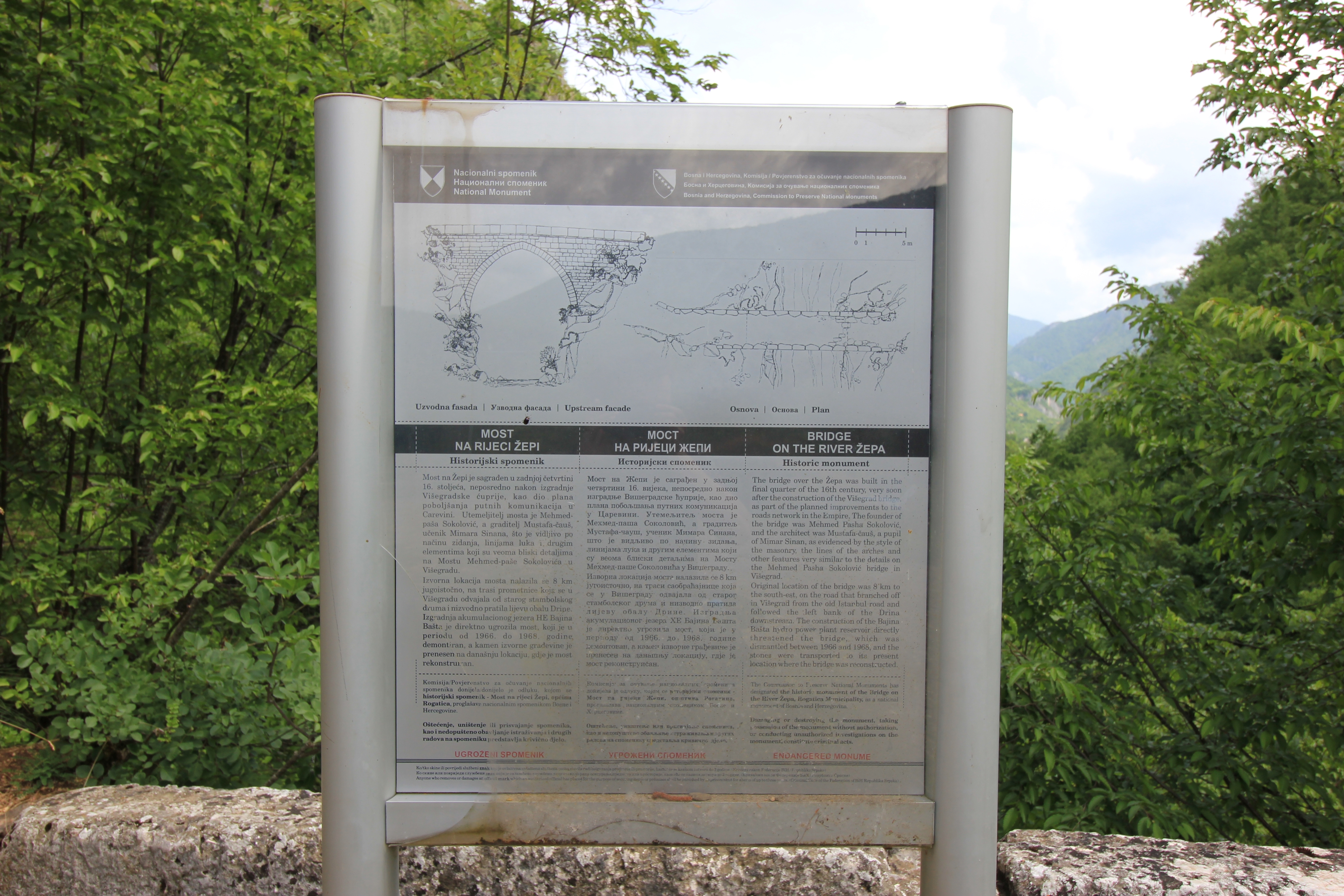
Informationstafel mit schematischen Zeichnungen